# Хосака, Кадзуси
Кадзуси Хосака (яп. 保坂 和志 Хосака Кадзуси, р. 15 октября 1956 года) — японский писатель

. Известен философскими работами—медитациями над темами жизни и смерти, времени, памяти и других фундаментальных онтологических вопросов, раскрывающихся через изображение безыскусной повседневности рядовых людей. Основные сочинения: «Воспоминание о временах года» (季節の記憶, 1997, премия Танидзаки) и «Conversation Piece» (カンバセイション・ピース, 2003). На русский язык переведена новелла «Радость жить» (生きる歓び, 1999).

## Биография
Родился в префектуре Яманаси. Вырос в городе Камакура, куда переехал в трёхлетнем возрасте вместе с семьей. Окончил политико-экономический факультет университета Васэда. Писательскую деятельность начал на старших курсах. Участвовал в додзинси «NEWWAVE» (был опубликован только один выпуск). После окончания университета в 1981 году в поисках работы, которая бы позволяла совмещать её с продолжением литературной деятельности, остановился на преподавании в Колледже Сэйбу, учреждённым одноимённой сетью супермаркетов Сэйдзи Цуцуми (вёл семинары по философии и современной мысли). Активно начал писать на пороге своего тридцатилетия. После серии неопубликованных работ тех лет последовал рассказ «Простая песня» (プレーンソング, 1990), напечатанный в «Гундзо». С первых лет своей творческой деятельности завязал тесные отношения с писателем Нобуо Кодзима, продолжавшиеся до смерти последнего в 2006 году.
После получения в 1993 году премии Номы для начинающих писателей за рассказ «Завтрак на траве» (草の上の朝食) прекратил работу в колледже, сосредоточившись на занятиях литературой. За опубликованный в «Синтё» рассказ «Порог этого человека» (この人の閾, 1995), где от лица рассказчика повествуется о скромной повседневной жизни его знакомой, был удостоен премии Акутагавы, снискав похвалу Кэйдзо Хино и других членов жюри. Широкое признание и высокую оценку получила повесть «Воспоминание о временах года» (季節の記憶, 1997, премия Танидзаки, премия Хирабаяси, премия W). Развивая тему осмысления повседневности, Хосака ввёл в произведение повествование от лица ребёнка. Работа пронизана размышлениями автора о времени и природных ритмах.
Следующей вехой в творчестве писателя стал роман «Conversation Piece» (カンバセイション・ピース, 2003), на создание которого у него ушло более двух лет. На фоне событий, разворачивающихся в старом доме, Хосака медитирует над сущностью смерти и памяти. Работа считается наиболее значительным произведением писателя. После выхода её в свет Хосака полностью отошёл от создания художественной литературы, обратившись к жанру философской и литературоведческой эссеистики.

## Издания на русском языке
- Радость жить // Теория катастроф. Современная японская проза / Пер. А. Мещерякова. — М.: Иностранка, 2003. — С. 163—196. — ISBN 5941451679.